# Miguel Ángel Silvestre
Miguel Ángel Silvestre (Castellón de la Plana, 6 april 1982) is een Spaans acteur.

## Biografie
Silvestre ambieerde aanvankelijk een professionele tenniscarrière, maar na een blessure in een toernooi in Hongarije moest hij deze droom opbergen. Hij ging later theater studeren. Van 2013 tot 2016 speelde hij de hoofdrol in de serie Velvet, die ook te zien is op Netflix. In 2015 ging hij ook in een andere Netflix-serie spelen, Sense8. In 2017 vervoegde hij de cast van Narcos. Sinds 2021 speelt hij in de serie Sky Rojo. Ook is hij te zien in seizoen 5 van La casa de papel. 